# Три мушкарца и тетка
Три мушкарца и тетка је српска комедија ситуације темељена на серији Два и по мушкарца твораца Чака Лорија и Лија Аронсона. Творци серије су Никола Буровац и Данијел Ђурић и премијера је била 21. фебруара 2021. године на каналу Прва.

## Радња
Заједнички живот и избегавање одговорности су на духовит начин приказани кроз односе два брата Јовише и Љубише и тетке Милке која им је заменила мајку.
Лажне и праве љубави, свађе, сплеткарења, интриге, последице започетих неуспешних бизниса само су део њихових породичних односа. Све то ће тетка Милка, Љубиша и Јовиша проживљавати у кући јер све што њих двојица закувају, утицаће на остале укућане који су финансијски или на друге начине угрожени њиховим пројектима.
Сви се у серији питају да ли тетка крије неки новац на Кипру и одакле пензионерки вила од 300 квадрата. Иначе, тетка је некадашња висока функционерка СПС и бивша директорка Народне банке. Она је иначе финансијер свих хирова својих сестрића чије сулуде пословне идеје не може да одбије из слабости и љубави према њима.
Љубиша власник је познатог интернет-сајта за мување „Љубависање”. У граду је Љуба познат по мењању девојака сваке ноћи, организовању незаборавних журки и по томе што, наравно, неће да се жени. Опозит му је рођени брат Јовиша, кога је супруга оставила са деветогодишњим сином.
Пошто су нужно упућени једни на друге, они упадају у разне комичне перипетије. Мушкарци желе да се задрже под теткиним кровом пошто схватају да је такав живот за њих једино могућ, јер за самосталност, иако јој стреме, нису способни. Увек им се на путу ка томе нешто испречи и изјалови или их неко "превесла" у послу да би постигао сопствени успех.

## Пријем
Серија је примила негативне критике. Пишући за Политику, Мери Билић је приметила да у серији „заплета нема или се тешко може назвати осмишљеним, духовитих реплика још мање јер или љубавни парови урлају једни на друге или се точе огромне количине воде која глуми ракију”. Лука Убовић, пишући за Noizz, описао је серију као „кринџ”, а њен сценарио као „хорор”, додавши да су у серији присутни „полупразни дијалози, лоша глума, тотално незанимљиви и неискоришћени глумци који имају озбиљне пројекте иза себе.” Серија је такође неколико пута мењала термин емитовања, вероватно због лоше гледаности.

## Улоге
| Глумац                        | Улога                            |
| ----------------------------- | -------------------------------- |
| Јелисавета Сека Саблић        | Милка Станимировић “тетка Милка” |
| Марко Јанкетић                | Љубиша “Љуба” Великић            |
| Милан Васић                   | Јовиша Бановић                   |
| Атансије Штогрен              | Вељко Бановић                    |
| Петар Божовић                 | Пуниша Перовић “Ћећо”            |
| Светлана Цеца Бојковић        | Живка Станимировић “Жана”        |
| Христина Поповић              | Радмила Папић                    |
| Бранко Видаковић              | Роки                             |
| Маријана Мићић                | Саманта                          |
| Теодора Бјелица               | Данијела                         |
| Бранко Јанковић               | Бата Сале                        |
| Слободан Стефановић           | Ђовани Курић                     |
| Милан Пајић                   | Радмило Папић                    |
| Миомира Драгићевић            | Руменка Курић                    |
| Луција Хелена Кајић           | Цеца                             |
| Ана Франић                    | Ана                              |
| Мина Совтић                   | Уна                              |
| Димитрије Илић                | Папић                            |
| Јована Стевић                 | Неда                             |
| Драгана Ђурђевић              | Бранкица                         |
| Гордана Бјелица               | Гордана                          |
| Златко Ракоњац                | Гордон                           |
| Раде Ћосић                    | Бата Мићко                       |
| Тијана Милованов              | Ребека                           |
| Душан Момчиловић              | Дуда Баракуда                    |
| Александра Белошевић          | Анка                             |
| Јана Милић Илић               | Елизабет Рајчић                  |
| Лора Орловић                  | Лора                             |
| Хорхе Луис Гармендиа Гонзалез | Паблито                          |
| Оља Левић                     | Магдалена                        |
| Пеђа Дамњановић               | Манојло                          |
| Јована Јеловац Цавнић         | Милојка                          |
| Бојана Илић                   | Милица                           |
| Ева Милошевић                 | Теодора                          |
| Александар Освалд             | Петар                            |
| Никола Ђорђевић               | Бађо                             |
| Саша Станковић                | Месић                            |
| Драгана Ненадић               | Месићка                          |
| Кристина Дрљевић              | Душица                           |
| Ивана Панзаловић              | Ања                              |
| Данило Ђоковић                | курир                            |
| Данина Могел                  | мадам Кристин                    |
| Григорије Јакишић             | Др Савић “Подвојени”             |
| Слободан Ногавица             | инспектор Петровић               |
| Миленко Вујић                 | инспектор Павловић               |
| Драган Доброка                | адвокат                          |
| Ивана Живковић                | Милица                           |
| Александар Шишета             | Бора                             |
| Петар Милићевић               | инспектор шпијун                 |
| Милан Тошић                   | бармен                           |
| Зоран Гоцманац                | Петровић                         |
| Светлана Сретеновић           | Петровићка                       |
| Ђорђе Драгићевић              | Синиша                           |
| Млађан Црквењаш               | Петар Ђорђевић                   |
| Марија Благојевић             | Ђорђевићка                       |
| Ивана Деспотовић              | Папићка                          |
| Роксана Оливиреа Аула         | Роксан                           |
| Душанка Зобеница              | Цана                             |
| Тара Хераковић                | Маца                             |
| Марија Круљ                   | социјална радница                |
| Исидора Живановић             | рођака 1                         |
| Сара Михајловић               | рођака 2                         |
| Дарко Ивић                    | Божа                             |
| Страхиња Максимовић           | дечак кошаркаш                   |
| Милан Кочаиловић              | Алек Бркић                       |
| Јована Божић                  | Каћа                             |
| Мирјана Јелић                 | Каћина мама                      |
| Стефан Ђоковић                | полицајац                        |